# Гептателлурид тетрапразеодима
Гептателлурид тетрапразеодима — бинарное неорганическое соединение
соль празеодима и теллура
с формулой Pr4Te7,
кристаллы.

## Получение
- Сплавление стехиометрических количеств чистых веществ:

{\displaystyle {\mathsf {4Pr+7Te\ {\xrightarrow {1280^{o}C}}\ Pr_{4}Te_{7}}}}

## Физические свойства
Гептателлурид тетрапразеодима образует кристаллы
тетрагональной сингонии,
пространственная группа P 4/mbm,
параметры ячейки a = 0,8853 нм, c = 0,9064 нм, Z = 2
.
Соединение образуется по перитектической реакции при температуре 1280°C (1300°C).